# VectorLinux

Vector Linux je mala brza i stabilna distribucija linuxa, nastala od Slackwarea. Slovi kao najbrži linux. Prednost nad Slackwareom mu je što je dosta jednostavniji za rukovanje krajnjem korisniku. Ideja tvoraca je : Neka bude jednostavan, neka bude mali i dajte krajnjem korisniku da odluči što će njegov operativni sustav biti.